# Digital Pictures
 (février 2024).
Si vous disposez d'ouvrages ou d'articles de référence ou si vous connaissez des sites web de qualité traitant du thème abordé ici, merci de compléter l'article en donnant les références utiles à sa vérifiabilité et en les liant à la section « Notes et références ».
Digital Pictures était un studio américain de développement de jeux vidéo, fondé en 1991 par Lode Coen, Mark Klein, Ken Melville, Anne Flaut-Reed, Kevin Welsh and Tom Zito et basé à San Mateo en Californie.
La société est à l'origine de plusieurs jeux en Full Motion Video.

## Jeux développés
- Citizen X (annulé) - Mega-CD
- Corpse Killer - 3DO, Mega-CD, Mega-CD/32X, Saturn, MAC
- Double Switch - Mega-CD, Saturn, PC, Macintosh
- Ground Zero Texas - Mega-CD
- Make My Video: INXS - Mega-CD
- Kids on Site - Mega-CD, PC, Macintosh
- Make My Video: Kris Kross - Mega-CD
- Make My Video: Marky Mark and the Funky Bunch - Mega-CD
- Maximum Surge (annulé) - 3DO, Saturn
- Night Trap - 3DO, Mega-CD, Mega-CD/32X, PC, Macintosh
- Power Factory featuring C+C Music Factory - Mega-CD
- Prize Fighter - Mega-CD
- Quarterback Attack with Mike Ditka - 3DO, Saturn, PC, Macintosh
- Sewer Shark - 3DO, Mega-CD
- Slam City with Scottie Pippen - Mega-CD, Mega-CD/32X, PC
- Supreme Warrior - 3DO, Mega-CD, Mega-CD/32X, PC, Macintosh
- What's My Story? - Macintosh